# John Boman
Johan "John" Rickard Boman, född den 7 februari 1873 i Linköping, död den 21 mars 1960 i Linköping. Han var son till Per Johan Bohman och Emilia Jonsson. Boman var militärmusiker och orkesterledare i Linköping. 

## Biografi
Vid 18 års ålder började Boman som klarinettist vid Första livgrenadjärregementet. År 1916 befordrades han till musikfanjunkare och 1923, vid 50 års ålder, pensionerades han. Bomans musikerbana fortsatte senare med ett eget kapell samt som klarinettist i nuvarande Norrköpings Symfoniorkester. 1930 började han som dirigent för Linköpings Folkskolors Musikkår. Det som idag heter Linköpings Skolmusikkår. I folkmun kallades orkestern för "Bomans pojkar". Efter 21 år som ledare för orkestern avgick Boman 1951. Han fortsatte dock några år med Mjölby gossorkester innan han slutade för gott vid 80 års ålder 1953.